# Auvergnat
Pour les articles homonymes, voir Auvergnat (homonymie).
Cet article concerne le dialecte occitan auvergnat. Pour les parlers languedociens de Haute-Auvergne, voir Dialecte aurillacois. Pour les autres parlers d'Auvergne, voir Langues d'Auvergne.
L’auvergnat  ou occitan auvergnat (occitan : auvernhat) ou encore occitan du centre-nord (occitan : occitan dau centre-nòrd) est un dialecte de l'occitan, parlé dans une partie du Massif central et, en particulier, dans la majeure partie de l’Auvergne, province qui lui donne son nom,.
Il est une composante centrale des ensembles supradialectaux arverno-méditerranéen et surtout nord-occitan,,. Cela est confirmé et enregistré par les organismes officiels de l'État (région,, départements et académie,) et le monde de la recherche (ex. université Clermont-Auvergne). Il est, toutefois, parfois considéré comme étant une langue romane à part entière selon certains auteurs.
Avec environ 80 000 locuteurs en région Auvergne au début du XXIe siècle, l'auvergnat apparaît gravement menacé. Le parler occitan d'Auvergne a également fortement influencé le français local.
Le terme « langue d'Auvergne » désigne par ailleurs au XIIe siècle l'intégralité de la langue occitane à la cour portugaise. Le terme est aussi utilisé au Moyen Âge par l’ordre de Saint-Jean de Jérusalem pour désigner l’une des huit premières « provinces » de l’Ordre située au centre de la France comprenant entre autres l’Auvergne.

## Classification

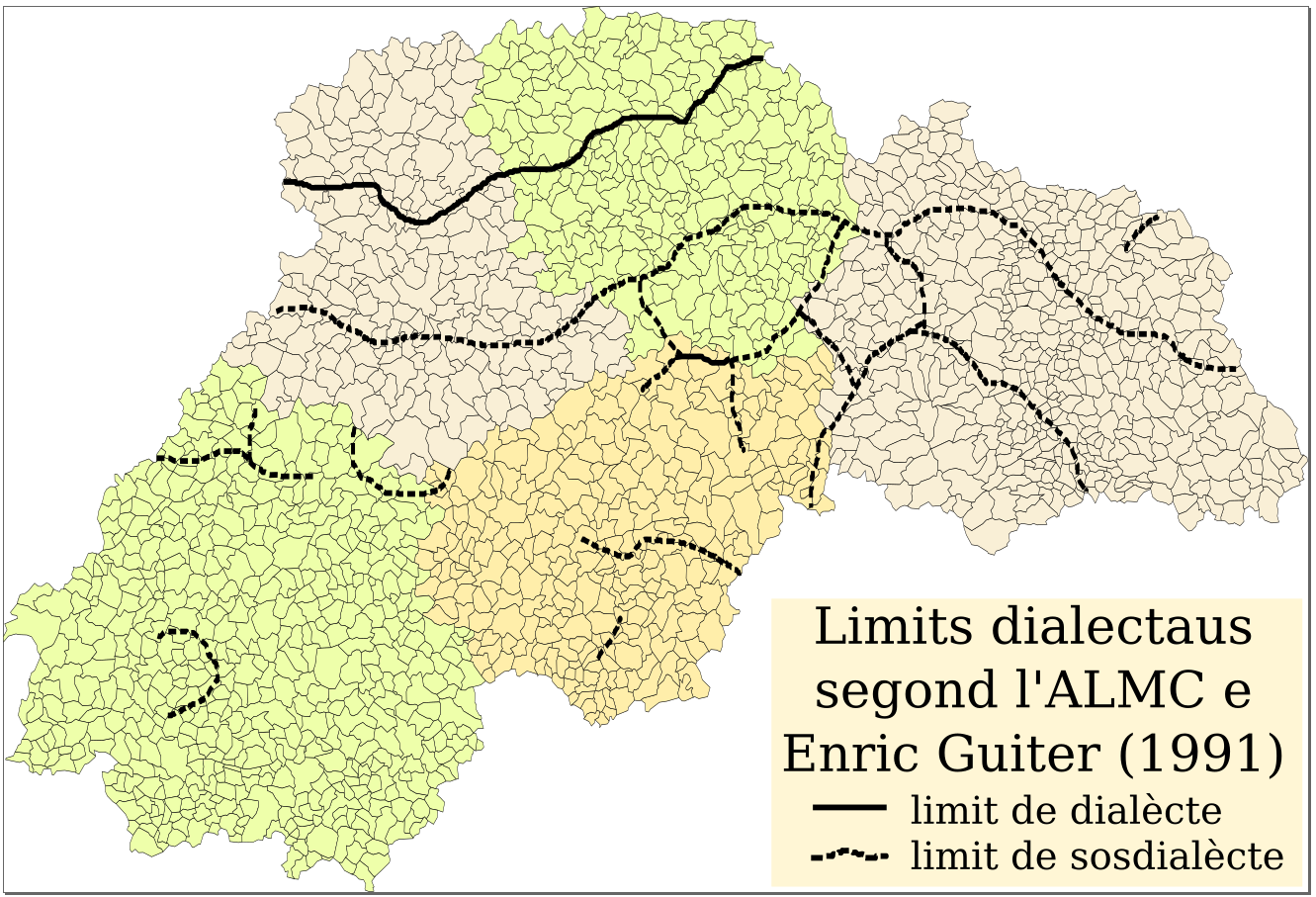
Dialectes et sous-dialectes dans l'Atlas linguistique et ethnographique du Massif Central selon Henri Guiter

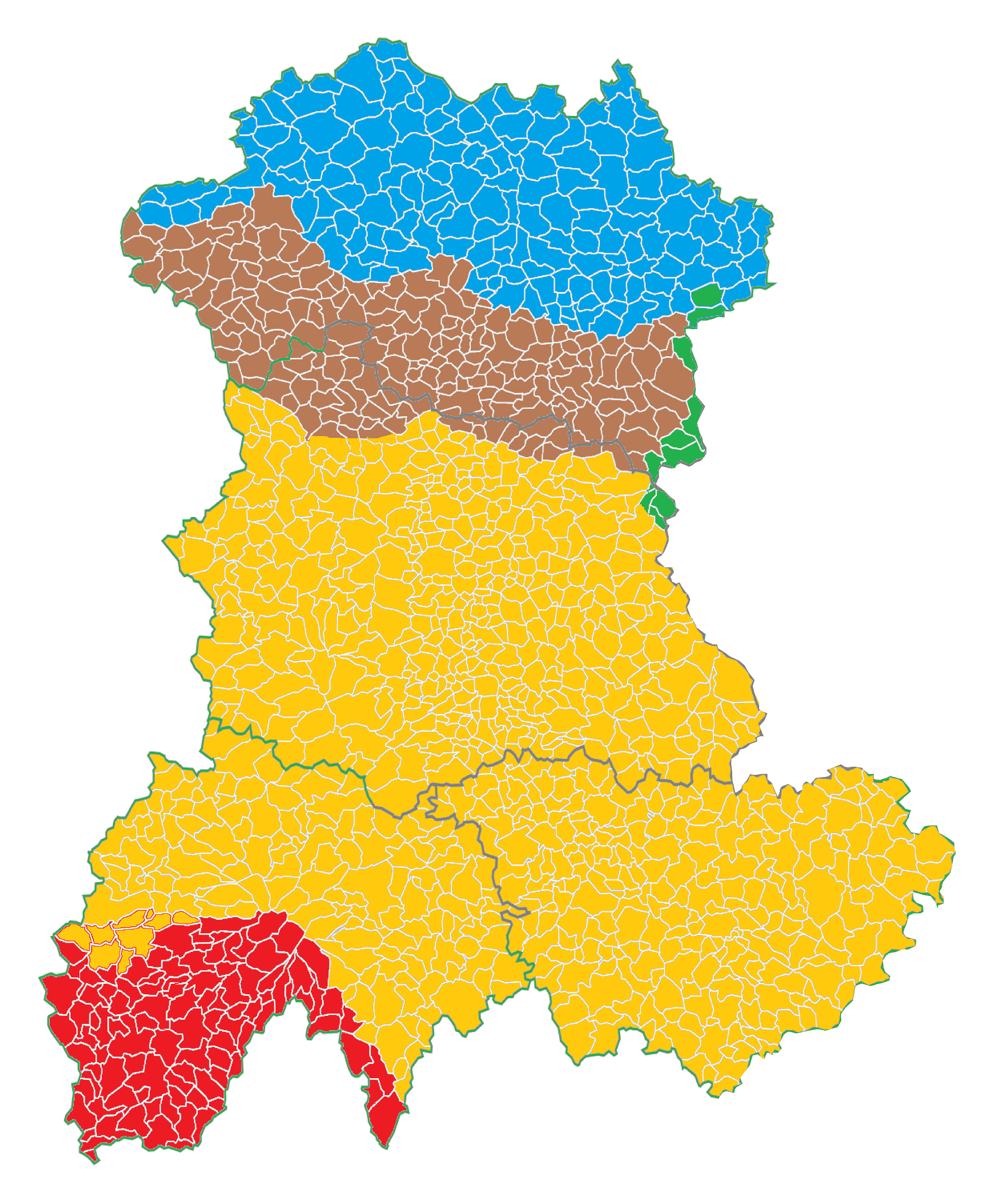
Carte des langues régionales de la région Auvergne par communes selon lAtlas sonore des langues régionales (CNRS, 2022),, : * En bleu clair : le bourbonnais d'oïl. * En marron : le Croissant (langue de transition). * En jaune orangé : le nord-occitan (dont auvergnat et vivaro-alpin). * En rouge : l'aurillacois (occitan languedocien). * En vert : le francoprovençal (arpitan).

Le monde de la recherche et la plus grande partie des spécialistes classent l'auvergnat dans les dialectes occitans et, plus précisément, dans le groupe nord-occitan,,.
Jean Roux précise dans son ouvrage aux éditions Assimil et concernant le vocable « auvergnat » :

« C'est par simplification que l'on utilise ce vocable, car en aucun cas l'auvergnat ne peut être considéré comme une entité linguistique autonome. »

— Jean Roux, L'auvergnat de poche (2002, éditions Assimil)
Le Cercle Terre d'Auvergne, association locale, défend une opinion minoritaire qui voit en l'auvergnat une langue romane distincte,,.
L'auvergnat, un dialecte de langue occitane
L’idée que l’auvergnat soit un dialecte de l’occitan est partagée par les principales personnalités scientifiques mais aussi littéraires depuis des siècles.
Peuvent être cités parmi les auteurs lors de la renaissance d’oc Frédéric Mistral ou Jules Ronjat. En Auvergne même des personnalités du XIXe siècle, comme le militant républicain Charles-Antoine Ravel, reconnaissent l'existence d'une langue unique, ce dernier conversant avec son homologue poète Jasmin, qui écrivait en gascon.
La très grande majorité des linguistes,, notamment Albert Dauzat,, Anthony Lodge, Pierre Bec ou Jean-Pierre Chambon enregistrent l'auvergnat comme dialecte occitan. Cette taxonomie s’appuie sur de très nombreuses sources. Parmi ces dernières figurent la toponymie,, plusieurs états chronologiques de la langue, tels que les comptes des consuls de Montferrand (XIIIe-XIVe s), les écrits du Cantal (XIVe-XVIe s), un dictionnaire du XVIIe s.. et la dialectométrie,., etc.
Les classifications supradialectales l’incluent généralement dans un ensemble nord-occitan,. Il partage en effet avec le limousin et le vivaro-alpin la caractéristique de palataliser les sons latin ca/ en cha/ et de ga/ en ja. Certains linguistes,, comme Jacques Allières ou Henri Guiter regroupent l'auvergnat et le limousin dans un groupe dialectal arverno-limousin.
Les dernières recherches, à la suite de Pierre Bec repris par le linguiste Domergue Sumien, en font un des dialectes du groupe arverno-méditerranéen,,. Les différentes recherches menées par le laboratoire clermontois Centre Histoire Espaces et Cultures (UCA), notamment en géohistoire reprennent également ce classement.
Le président Pompidou qui parlait auvergnat avec ses électeurs cantaliens a déclaré qu'il était « auvergnat donc occitan ». L'administration officielle - l'État comme ses ministères avec l'éducation nationale - reconnaît l'auvergnat comme un dialecte occitan.
Les auteurs locaux insèrent majoritairement l'auvergnat comme un dialecte de l'occitan.[réf. nécessaire]
Jean Anglade a dans sa jeunesse pour langue familiale l'auvergnat qui lui servit de passerelle pour apprendre l'italien avant de devenir traducteur dans cette langue de Machiavel, François d'Assise ou Boccace.
Avis bonnaudien
Un groupe minoritaire, qui va dans le sens inverse des recherches universitaires actuelles,,,,,, promeut l'auvergnat comme étant une langue à part entière.
Le géographe Pierre Bonnaud a adopté cet avis en 1973 après avoir été favorable au précédent. Il est à l’origine du Cercle Terre d'Auvergne, qui relaie cette idée dans ses publications. Il a aussi développé dans les années 1970 une orthographe spécifique, « l'écriture auvergnate unifiée » mais qualifiée par d'autres linguistes comme « norme bonnaudienne »,,.
Henriette Walter qui a parfois défendu l'idée de « langues d'oc » au pluriel, est revenue en arrière, dans le sens inverse de Pierre Bonnaud, pour proposer l'idée d'une langue occitane unie. L'auvergnat est un dialecte nord-occitan selon sa classification.

## Extension et variation internes

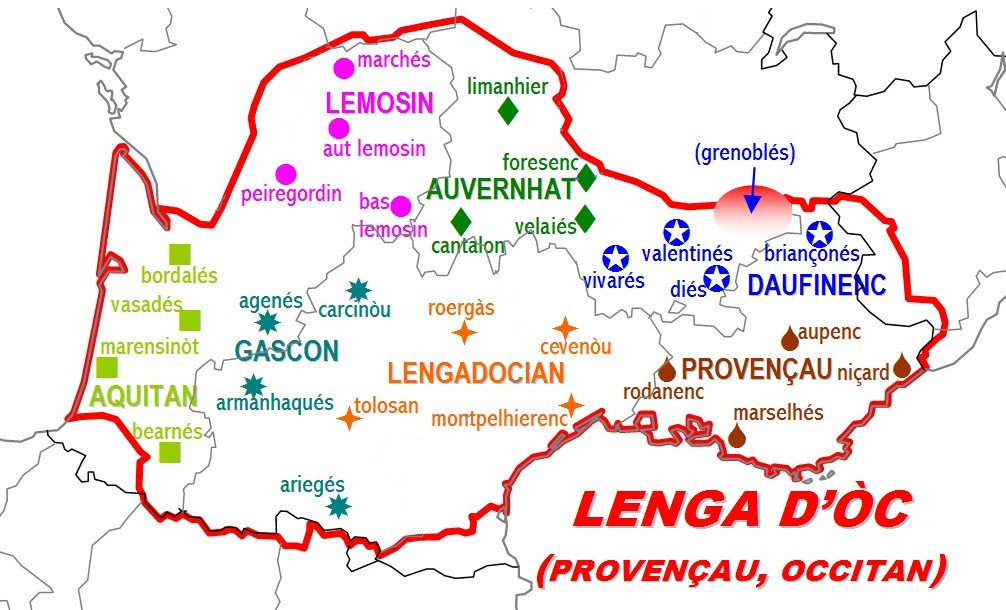
L'auvergnat tel que défini par Frédéric Mistral correspond à l’Auvergne historique.

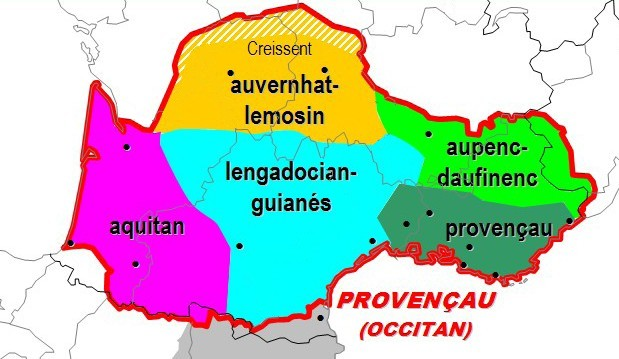
L'auvergnat groupé avec le limousin dans la classification de Jules Ronjat.

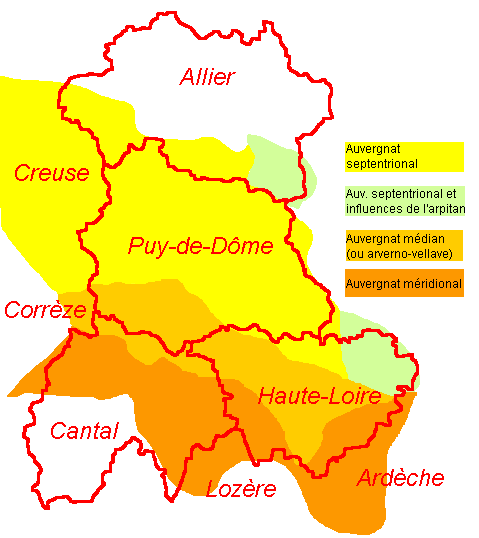
Aires géographiques simplifiées des nuances dialectales de l’auvergnat d'après P. Bonnaud et Karl-Heinz Reichel.

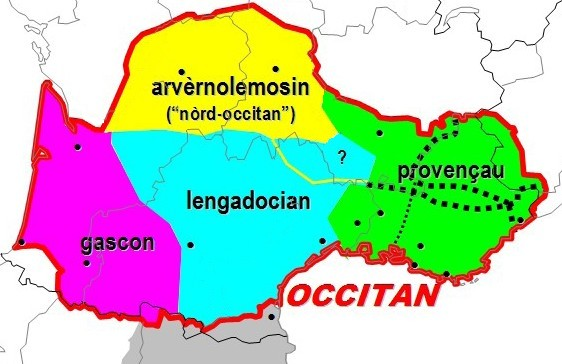
L'auvergnat groupé avec le limousin dans la classification de Jacques Allières.

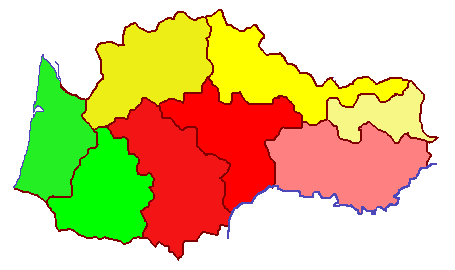
Variation dialectrométrique du domaine d'oc selon Hans Goebl : l'auvergnat est associé à une partie du vivaro-alpin (partie en jaune vif au nord et nord-est du domaine).

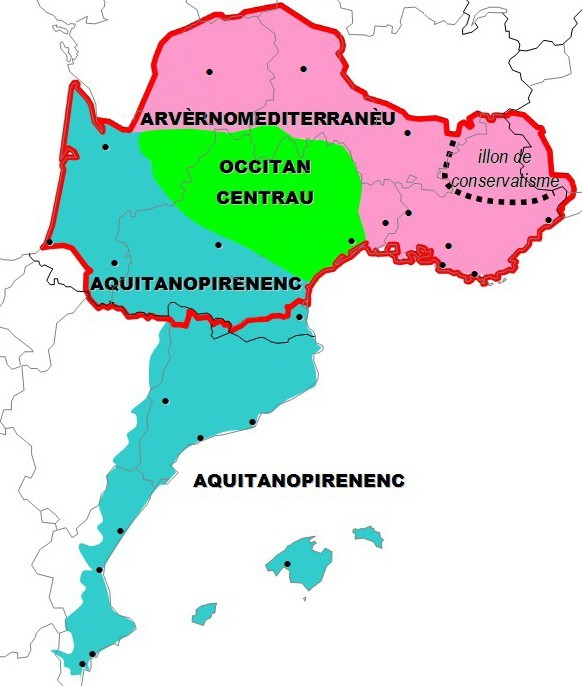
Ensemble supra-dialectaux des langues occitano-romanes (occitan, catalan) dont arverno-méditerranéen (Bec, Phalip, Sumien).

Les limites de l'auvergnat ne coïncident pas avec celles de l'ancienne région Auvergne, ni même avec celles de la province traditionnelle d'Auvergne (c'est-à-dire le diocèse primitif). En effet, d'une part elles débordent à l'Ouest sur le Limousin (Mercœur, Ussel) et au Sud-Est sur le Velay (Brivadois, Margeride qui appartenaient aux ducs et comtes d'Auvergne). Selon certains auteurs, le Velay et la Lozère (sauf le canton de Florac) sont arvernophones, de même que l’ouest de l'Ardèche avec Saint-Cirgues-en-Montagne et La Louvesc.
Si la frontière linguistique avec les parlers d'oïl au nord, et le francoprovençal, à l'est, a été clairement délimitée,,, celle avec les autres dialectes ou variations de l'occitan varie selon les auteurs :
- Jules Ronjat[75] groupe l'auvergnat avec le limousin (il est suivi dans ce domaine par Jacques Allières[52],[76]), pour redécouper immédiatement cet ensemble en trois sous-groupes : bas auvergnat, haut auvergnat et limousin. Ce regroupement entre auvergnat et limousin peut être questionné, notamment en termes de dialectrométrie : les études de Hans Goebl séparent nettement le limousin d'un ensemble regroupant auvergnat et une partie du vivaro-alpin[77] ;
- Roger Teulat insiste sur le fait que l'appellation « auvergnat » entretient la confusion avec le nom de l'ancienne province, et tente de délimiter un « occitan du centre-nord »[78] selon des isoglosses (zones 1 et 2 sur la carte) ;
- Pierre Bonnaud présente un auvergnat plus étendu. Il intègre aussi à l'auvergnat le parler de la région d'Yssingeaux (Haute-Loire) et la région limitrophe de la Loire (plateau de Saint-Bonnet) qu'il retire au vivaro-alpin. Il divise l'auvergnat en trois sous-dialectes : auvergnat septentrional, auvergnat médian et auvergnat méridional. Il est suivi par Karl-Hein Reichel[79].
- Jean Roux[80] pour sa part revient sur la bipartition entre bas et haut auvergnat[81]. Sa délimitation, qui est également celle d'Étienne Coudert[82], reprend celle de Roger Teulat en l'étendant vers le Sud (zones 1, 2 et 2a de la carte) ;
- Le Linguasphere Observatory/Observatoire linguistique, qui considère l'auvergnat comme dialecte nord-occitan, propose également la bipartition entre auvergnat méridional et septentrional[83]. Les deux ensembles en question sont eux-mêmes subdivisés en « dialectes ». Ainsi l'auvergnat méridional comprend le Cantalés (Cantal), les vellaves septentrional et méridional (majorité de la Haute-Loire), et l'yssingelais, ce dernier étant de transition avec le francoprovençal. L'auvergnat du nord quant à lui est composé du forézien, du livradois (Livradois), du thiernois (région de Thiers), du clermontois (Clermont-Ferrand et son aire urbaine), de l'issoirien (région d'Issoire), du brivadois, du dialecte des monts-dômes ainsi que du combraillais (Combrailles)[84].

La délimitation avec le limousin fait aussi débat. Un tiers sud-est de la Creuse est souvent inclus dans l'auvergnat.
Il y a donc consensus sur l'inclusion dans l'auvergnat des zones suivantes :
- une majorité du département du Puy-de-Dôme ;
- les deux tiers nord et est du Cantal, l’aurillacois étant rattaché au languedocien[85] ;
- les deux tiers de la Haute-Loire (l'Yssingelais étant classé dans le vivaro-alpin) ;
- le nord-ouest du département de l'Ardèche[86] ;

Pierre Bonnaud inclut aussi dans l'auvergnat :
- l'Yssingelais (Haute-Loire) et la région de Saint-Bonnet-le-Château (Loire) qui sont pourtant inclut par tous les linguistes comme de dialecte vivaro-alpin[88],[89].
- il voit également un prolongement de l'auvergnat dans le Croissant.
- une partie de la Creuse dont les limites sont compliquées à définir.

L’ancienne région Auvergne couvre donc globalement un territoire historiquement de langue occitane, hormis la moitié nord du département de l’Allier autour de Moulins, Souvigny et Bourbon (correspondant grosso modo au Bourbonnais) qui est de langue d'oïl. Montluçon, Gannat et Vichy sont donc de langue occitane et toutes trois dans le Croissant : la première est de parler marchois comme le nord de la Creuse,, tandis que les deux autres sont arverno-bourbonnaises (auvergnat de transition avec l'oïl).

### Variation

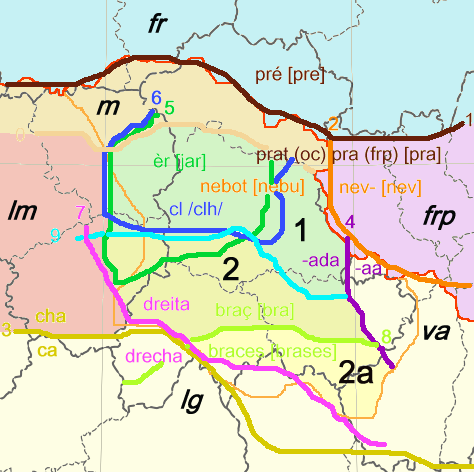
Quelques isoglosses utilisés pour la délimitation de l'auvergnat :
Variation interne : 1 bas-auvergnat 2 auvergnat médian selon Bonnaud 2a sud auvergnat selon Bonnaud 2+2a haut-auvergnat.
Abréviations : fr français frp francoprovençal lg languedocien lm limousin m marchois va vivaro-alpin.

Jean Roux, à la suite de Roger Teulat, de Jules Ronjat, de Jacques Allières, considère deux variétés principales d'auvergnat :
- le nord-auvergnat dans le Puy-de-Dôme et la Haute-Loire au nord de Brioude.
- le sud-auvergnat dans une moitié du Cantal, la Haute-Loire, puis des franges septentrionales de la Lozère et de l'Ardèche.

## Traits distinctifs
Caractéristiques communes de l’auvergnat avec les autres dialectes nord-occitans (en opposition à l'occitan méridional) :
Présence de deux graphies. Dans l'ordre de lecture graphie classique
- Palatalisation des groupes ca- et ga- en cha- et ja- : lo jau chanta.

Caractéristiques communes de l’auvergnat avec le nord-occitan et le provençal (en opposition au languedocien et au gascon) :
- Aphérèse du a initial en début de mots (verbes et déterminants) : ex. achabar (« terminer ») devient 'chabar[93],[94].
- Chute des consonnes finales : a chantat avec -t final muet pour la norme mistralienne et -d final muet, annonçant le féminin, pour l'écriture auvergnate unifiée.

Vocalisme :
- Comme en niçard et en montpelliérain, l’a atone final se prononce [a] dans certaines zones, notamment en Basse-Auvergne

Caractéristiques intrinsèques de l’auvergnat :
- Utilisation du z- euphonique devant voyelle dans le Puy-de-Dôme z-ai pas solaçat bei te.
- Palatalisation des consonnes devant i et u : libre [jibrə], nud [njy].
- Les groupes qu et cu se réalisent en [ty] (comme en marchois[95])
- Le groupe gl se réalise [ʎ]/[j], la glèisa ; [la ˈʎejza] dans le Puy-de-Dôme.
- Le groupe gu se réalise [dj] dans les participes passés : vengut [bindjü][Quoi ?]
- Le s devant i et u aboutit toujours à [ʃ], à [ʒ] en intervocalique.
- Le groupe ch aboutit à [ts] ou [tʃ] selon les endroits. [tʃ] à Clermont, [ts] en Combrailles[96], [tʃ] dans le tiers nord du Cantal, [ts] majoritairement dans l'arrondissement de Saint-Flour.

Caractéristiques des parlers nord-auvergnats :
- Le groupe cl donne [kj] ou [klj] en norme classique ; Cliarmont [kjaʀˈmuŋ]  (se retrouve en limousin et cisalpin).
- Passage, dans certains parlers de l'extrême nord est, du groupe e ouvert/r à [ˈjaʀ] est orthographié ar ; ivèrn [iˈvjaʀ], fèr-fèrre [ˈfjaʀ], Auvèrnha [œˈvjaʀɲo].
- Très rarement, comme en vivaro-alpin, on peut constater une chute de s intervocalique ; la chamisa [la tsaˈmjɔ] soit la chamia.
- Le groupe és tonique final donne [ɛj] ou [ij] ; lo Barbonés [lø baɾbuˈnɛj] ou [lø baɾbuˈnij] ; en position post-tonique il devient plus simplement [e] ou [i] (par exemple pour exprimer un pluriel masculin, [luˈzɔme/luˈzɔmi]).
- Le groupe es en début de mot se prononce en général [ɛj] ou [i] comme dans escòla qui donne [ɛjˈkɔlɔ], ou estrangèir qui donne [ɛj.tɾanˈd͡zɛj]. En revanche il devient [s] dans les mots cultes (ou « mots savants »), comme : espòrt/spor qui donnera [ˈspɔʁ], estacion [staˈsju] ou encore estilò [stʝiˈlo].

Caractéristiques des parlers sud-auvergnats :
- Prononciation variable de l’l intervocalique ([g], [w], [v])[97].
- Le groupe an/anh en position tonique se réalisent [ɔ/ɔɲ].
- le -an final provençal passe à ô : lou pô, demô, lou chastelô, l'eissô....

## Histoire

### Textes médiévaux
Les premières traces écrites en auvergnat apparaissent au milieu du IXe siècle. Le premier texte en auvergnat avéré traite de la Passion du Christ et est nommé La Passion de Clermont daté aux alentours de 950 voire de l'an Mil. Ce texte possède des traits d'oc mais aussi d'oïl démontrant ainsi les liens déjà existants entre bas-auvergnat et langue d'oïl. C'est également dans la seconde moitié du IXe siècle que se trouve un des tout premiers textes en occitan auvergnat à travers un bref de cens issu du monastère de Sauxillanges.
C'est à Riom qu'à été réalisée la plus vieille ketouba (acte de mariage juif) de France, en 1319. Si ce texte officiel est bien réalisé en hébreu, des mots en occitan y ont bien été insérés. La communauté juive riomoise apparaît donc parler à la fois hébreu et occitan.

### Évolution géohistorique

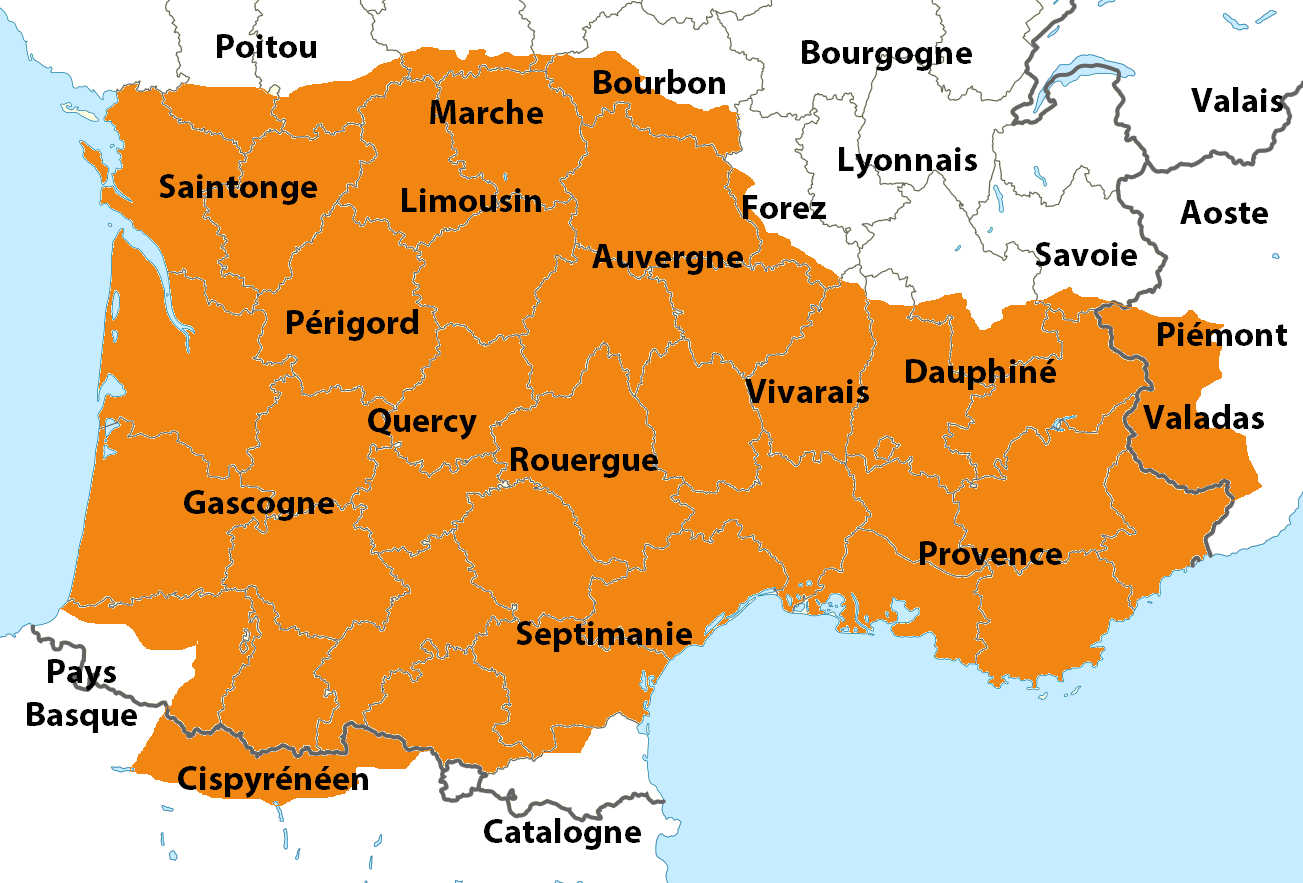
Aire linguistique de l'ancien occitan au début du XIIe siècle selon le Guide des Pèlerins aussi appelé Codex Calixtinus.

L'ancien occitan est la langue vernaculaire d'Auvergne au Moyen Âge, et est parfois même la langue utilisée pour les textes officiels, ou encore de comptabilité. L'ancien occitan y cohabite avec la langue d'oïl, c'es-à-dire le français, de manière très précoce dès le XIIIe siècle dans le nord de l'Auvergne (à partir de Riom) et dès le XIVe siècle partout ailleurs,.
Pour la plupart des chercheurs l'auvergnat est issu de l'ancien occitan et serait devenu à l'époque moderne un de ses dialectes le composant. Le parler médiéval a été étudié par un groupe important de linguistes et universitaires spécialisés dans ce domaine comme Jean-Pierre Chambon (université Paris-Sorbonne),, Bernard Clémençon (UBP), Emmanuel Grélois (université Rennes-II), Philippe Olivier (Université Paris 4), ou encore Johan Picot (Université Bordeaux-Montaigne),. Ces spécialistes de l'ancien occitan qui s'appuient avant tout sur les textes médiévaux d'époque ont permis de comprendre l'évolution linguistique de l'Auvergne',,. Parallèlement les études d'histoires médiévales centrées sur l'Auvergne ne peuvent pas se faire sans aborder la langue occitane qui y est alors utilisée,

En effet, les populations médiévales se reconnaissaient déjà comme appartenant à l'aire linguistique de l'occitan. Le troubadour Albertet rangeait ainsi les auvergnats avec les autres « catalans » : 

« Monges, causetz, segon vostra sciensa
qual valon mais : Catalan o Franses ?
e met de sai Guascuenha e Proensa
e Limozin, Alvernhe e Vianés. »

— Albertet de Sisteron, Partiment (vers 1194-1221)
L'actuel dialecte auvergnat est donc issu de la fragmentation dialectale de l'occitan médiéval qui était alors beaucoup plus uni qu'il ne l'est actuellement,. Il devait exister aux alentours du XIIe siècle, voire plus tard, un grand dialecte « arverno-limousin » qui regroupait de manière très homogène les actuels parlers auvergnats et limousins,. Cette thèse est reconnue partout y compris par Pierre Bonnaud. L'aire géographique reste, toutefois, sensiblement la même que l'aire actuel.

## Vitalité et conscience linguistiques
L’Atlas des langues en danger de Christopher Moseley le classe « sérieusement en danger ».

### Situation au milieu des années 2000
On peut se faire une idée du degré de vitalité de l’auvergnat d’après un sondage de 2006, réalisé dans la région Auvergne.
Dans cette enquête, la dénomination la plus répandue pour l’une ou l’autre des deux langues parlées en région Auvergne est le terme patois (78 % des personnes interrogées) au côté de termes plus régionalisés. Parmi l'intégralité des langues maîtrisées par la population locale, comprenant les langues étrangères, une certaine conscience des identités culturelles émerge au travers de dénominations telles que auvergnat (15 %), occitan (13 %), bourbonnais (5 %).
En assisté, c'est-à-dire en se référant uniquement à la langue régionale, la désignation la plus fréquemment citée pour la langue est patois à 67 % mais non loin derrière plus de six personnes sur dix mentionnent auvergnat, à 63 %.
La langue régionale, qu’elle soit occitane (dans la majorité de la région Auvergne) ou d'oïl (moitié nord de l'Allier), représente une forte réalité de la région :
- 61 % déclarent comprendre plus ou moins bien leur langue régionale dont 22 % facilement ou parfaitement ;
- 42 % déclarent savoir la parler plus ou moins bien dont 12 % facilement ;
- 29 % déclarent la lire plus ou moins bien dont 10 % assez facilement ;
- 17 % déclarent l’écrire plus ou moins bien dont 4 % facilement.

Une bonne partie de la population qui comprend ou parle un peu ou couramment, ne sait pas lire et encore moins écrire.
La transmission de la langue se fait pour l’essentiel dans le cadre familial (grands-parents à 61 %, ou encore l’entourage à 50 %) avec une part très faible par le réseau institutionnalisé qu'est l'école (10 %). Ici se pose le problème du rôle de l'État dans celle-ci puisque 40 % des gens qui n’ont pas appris la langue à leurs enfants regrettent maintenant de ne l'avoir pas fait. Ce regret est encore plus fort chez les générations montantes (58 % chez les moins de 35 ans). De plus le souhait d'apprendre est très présent. Il est le plus fort chez les moins de 35 ans (23 %). Le désir de voir la langue être proposée à l'école est le plus fort dans les départements suivants : Haute-Loire (53 %), Puy-de-Dôme (51 %) et Cantal (74 %). Le souhait que ses propres enfants apprennent la langue est très fort (41 %) et se renforce chez les jeunes générations (58 % chez les moins de 35 ans). 71 % des habitants de la région se déclarent favorables au maintien et au développement de la langue et de la culture régionales, encore davantage chez les moins de 35 ans (76 %). Pour ce faire, ils souhaitent voir différentes institutions jouer leur rôle :
- France 3 Auvergne devrait proposer des émissions en langue régionale à 54 % ; la région (54 %), l'Éducation nationale (43 %), le ministère de la Culture (42 %) et les communes sont vus par les habitants de l'Auvergne comme étant les acteurs légitimement en devoir de transmettre et de développer leur langue et leur culture.

### Situation actuelle
L'université Clermont-Auvergne possède un département et fournit des cours de langue occitane. La recherche sur l'occitan y est à travers les recherches d'universitaires de deux laboratoire, le Centre d'histoire espaces et cultures (CHEC) et l'Institut d'histoire des représentations et idées dans les modernités (IHRIM).
Le nombre de locuteurs de l’occitan en Auvergne était donc autour de 80 000 selon le sondage de l’IFOP de 2012. Les dernières générations semblent néanmoins développer une envie d'apprendre la langue occitane du territoire et la valorisation de la langue va en augmentant,.
La région Auvergne-Rhône-Alpes encourage le développement des différents projets pour la langue occitane dans la région.

### Apprentissage et éducation
L'auvergnat et plus généralement l'occitan sont encore appris tant dans le milieu scolaire et universitaire malgré une baisse du nombre de cours et de postes dans le secteur, Des manifestations ont eu lieu en 2020 pour défendre l'enseignement de l'occitan en Auvergne.
Plusieurs écoles Calandreta (écoles immersives en occitan) existent en Auvergne dont certaines sont ouvertes depuis peu de temps comme celle de Vals-le-Chastel en 2018.
Des associations mènent parallèlement des cours afin d'apprendre ou protéger la langue comme l'Institut d'Estudis Occitans - Auvèrnha ou encore de nombreuses autres associations de préservation de l'occitan. Sont dans de nombreuses localités organisées des dictées - dictadas - en occitan.
Parmi les autres organismes de défense de la langue occitane en Auvergne figure l'Agence des Musiques des Territoires d'Auvergne, basé à Riom, aussi nommé « AMTA » qui relève, enregistre le patrimoine oral local. L'occitan y est à l'honneur et l'AMTA est une institution dans sa protection et diffusion dans la région.
En 2021, une programmation établie par plusieurs associations a permis, pour la toute première fois, la mise en place d'ateliers et de cours d'occitan dans toutes les sous-préfectures du départements du Puy-de-Dôme (Ambert, Issoire, Riom, Thiers et bien sûr la préfecture Clermont-Ferrand).
Sur internet Wikimedia, et plus particulièrement Wikipédia, enregistrent dans son système l'auvergnat dans l'occitan. Pour ce, la Wikipédia en occitan fait usage de l'intégralité des sept dialectes occitans, dont l'auvergnat. Se retrouve donc sur Wikipédia des articles en occitan auvergnat.

## Orthographes
L’auvergnat possède diverses écritures :
- La norme classique est celle majoritaire dans tout le domaine linguistique de la langue occitane[147]. Elle est celle utilisée à l'université et dans les institutions officielles, dont les établissements d'enseignements du secondaires (collège, lycée). D'abord localement apparue à la fin du XIXe siècle en Limousin (Joseph Roux) et en Languedoc (Prosper Estieu), mise au point par Louis Alibert, propose un système graphique (orthographe) pour le languedocien, qui a été adapté postérieurement à tous les dialectes occitans. Pour l’auvergnat, l’adaptation a été réalisée par Pierre Bonnaud[148], André Ramel[149] et Roger Teulat[150]. C'est une graphie englobante (un graphème correspond à plusieurs prononciations possibles) qui ne note donc pas forcément toutes les variantes de prononciation. Elle est directement issue de la scripta médiévale et en assure la continuité. Un auvergnat unifié en graphique classique a été proposé par le sociolinguiste Domergue Sumien[151].
- La norme bonnaudienne qui s'auto-définit comme « écriture auvergnate unifiée » est mise au point en 1973 par Pierre Bonnaud. Elle apparaît très peu utilisée actuellement[152]. C’est une rupture volontaire avec la norme classique. Ce système est centré sur l’espace linguistique de l'auvergnat[153]. Elle apparaît très francisée en s'appuyant sur les codes graphiques du français où elle utilise principalement son système phonétique[154].
- La norme mistralienne a été adaptée à la fin du XIXe siècle et a surtout été utilisée en cette fin de siècle. Les auteurs qui ont fondé l’école félibréenne auvergnate, Auguste Bancharel (1832-1889), Arsène Vermenouze, le duc de La Salle de Rochemaure[155], Corchinoux, Géraud écrivaient, quant à eux, en aurillacois (sous-dialecte du languedocien). Leur revue Lo Cobreto, donnera naissance en 1908 à La Veillée d'Auvergne. Ils seront suivis pour l'orthographe par le poète Pierre Biron dit « Norib » (1861-1941) qui, lui, écrivait en auvergnat du Haut-Cantal.

## Revues
La revue la plus ancienne en auvergnat et en languedocien est La Cabreta (anciennement Lo Cobreto), lancée en 1895 par Arsène Vermenouze et qui paraîssait tous les deux mois à Aurillac jusqu'en 2019. Elle mêle norme classique et norme félibréenne.
En Basse-Auvergne paraît la revue Bïzà Neirà publiée par le Cercle Terre d'Auvergne depuis 1974. Elle sort trois fois par an : en mars, juin et novembre. La revue est bilingue français-auvergnat, la partie auvergnate est actuellement en écriture auvergnate unifiée.
L'autre revue de Basse-Auvergne est Parlem !, parue depuis 1975, éditée par l’Institut d'études occitanes, en orthographe classique. Elle paraît quatre fois par an à Thiers.
Lo Convise est la revue de l'association du même nom à Aurillac, fondée en 1992.

## Littérature

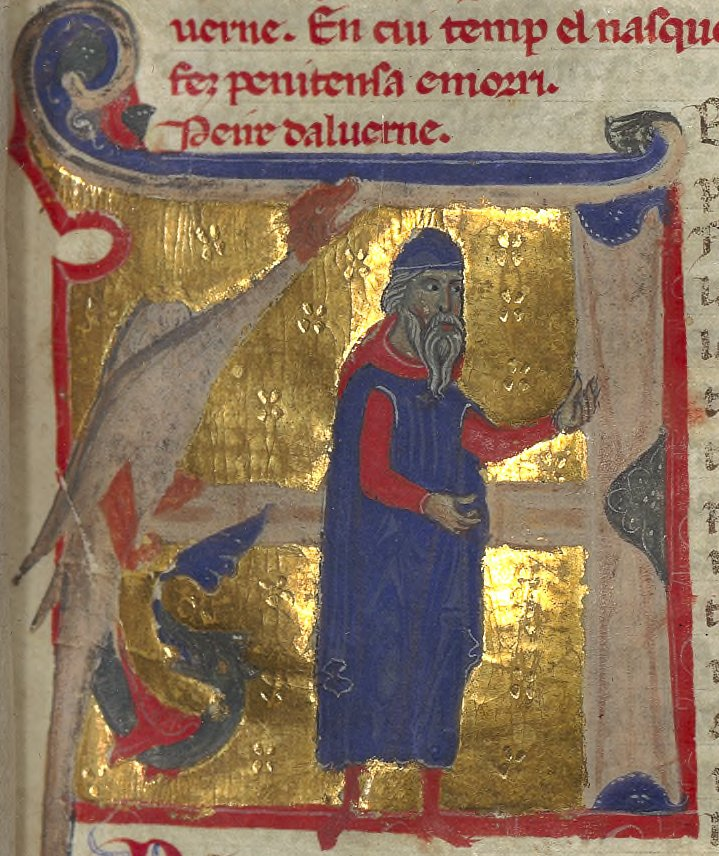
Peire d'Alvernhe, grande figure des troubadours auvergnats.

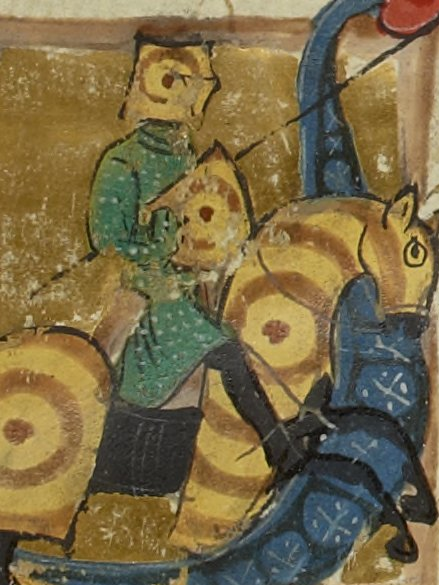
Robert, Dauphin d'Auvergne.
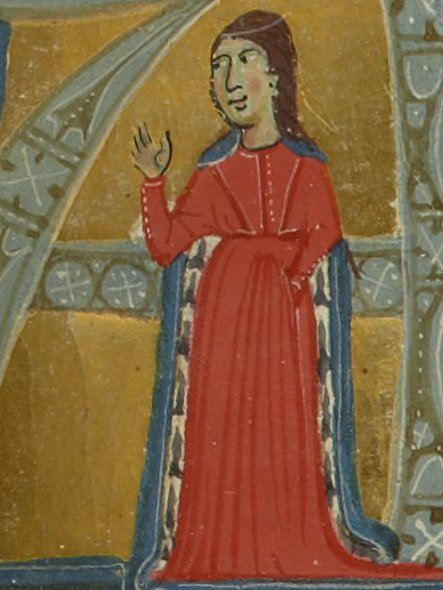
Na de Casteldoza
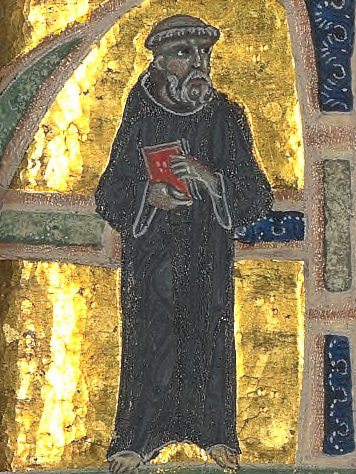
Le Monge do Montaudon.
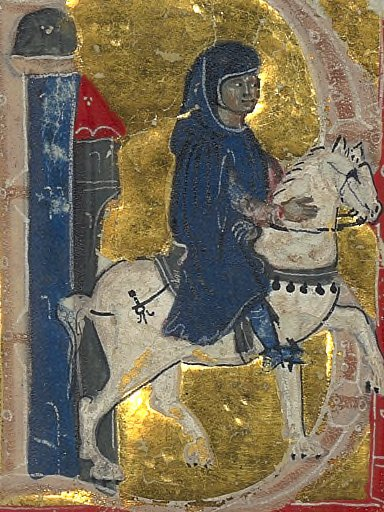
Gui d'Ussel
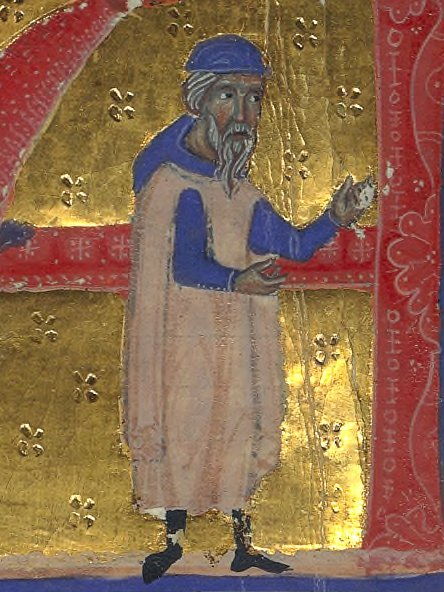
Peire Rogier
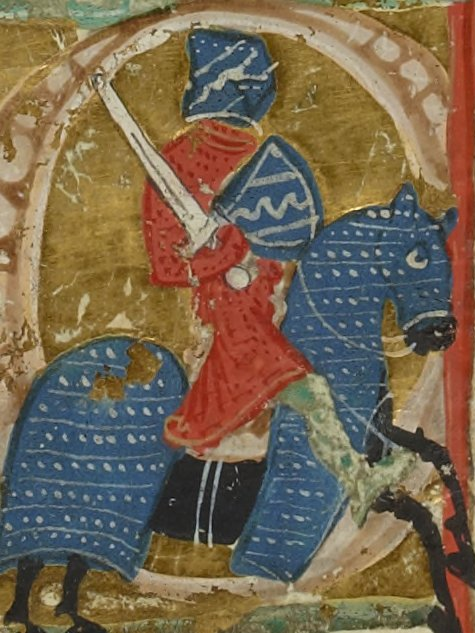
Garin d'Apchier
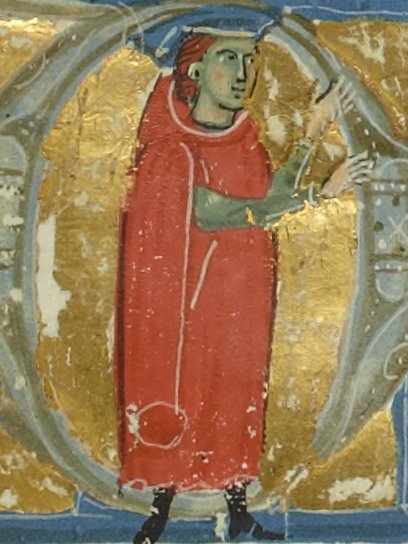
Peire Cardenal
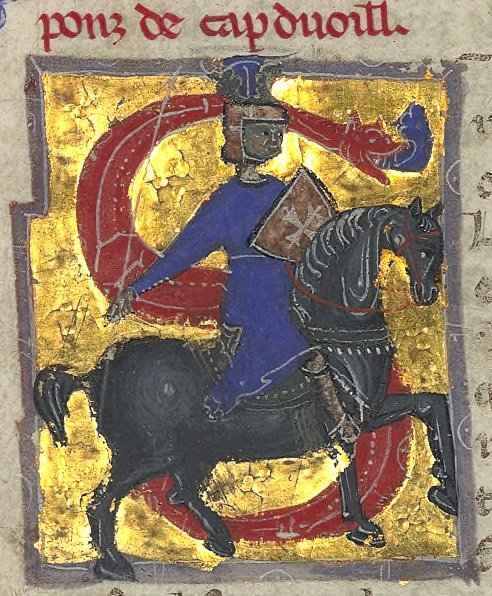
Pons de Chapteuil

### Époque médiévale
La littérature médiévale en occitan est riche en Auvergne,, avec des troubadours tels que Peire d'Alvernhe, Lo monge de Montaudo, Guilhem de Bezaudu et de nombreux autres. Robert IV Dauphin d'Auvergne, connu pour échanger des vers, notamment érotiques, avec le roi d'Angleterre Richard Cœur de Lion fonda également à Vodable une assemblée poétique d'expression occitane présidée par lui-même. Na Castelloza fait partie de ces femmes troubadours que l'on nomme trobairitz. Pierre de Vic, aussi nommé Monge de Montaudon fut un des plus grands poètes européens du début du XIIIe siècle. Gui d'Ussel vient de la ville du même nom, où l'auvergnat est parlé bien quelle se situe en Limousin ; chanoine à Brioude et Montferrand il écrit à de nombreuses dames malgré son statut de clerc ce qui lui vaut de la part de l'Église l'interdit de composer.
Le roman de Flamenca bien qu'écrit en languedocien rouergat a un important substrat auvergnat qui démontre que le texte était dédié à un lectorat de Basse-Auvergne. Selon Jean-Pierre Chambon une partie du vocabulaire est étranger au Rouergue et au contraire présent dans l'aire septentrional de l'auvergnat (evesque, cabessa, flar et le nom palatalisé de Flamenca, Flamencha, etc.). Certaines parties du texte sont également inspirées de strophes du troubadour clermontois Peire Rogier.
Il y a aussi des écrits administratifs (chartes comme celle de Montferrand, textes religieux, contrats privés notamment les très nombreux contrats de mariage passés devant notaire),.
Dès le XIVe siècle, les classes dirigeantes abandonnent l'auvergnat au profit du français. Lorsqu'en 1539 l'ordonnance de Villers-Cotterêts établit l'usage du français comme seule langue officielle, il est déjà largement utilisé en Basse-Auvergne alors que, dans leurs registres, les Consuls de Saint-Flour (Haute-Auvergne) n'abandonneront totalement la langue qu'en 1543.

### Époque moderne

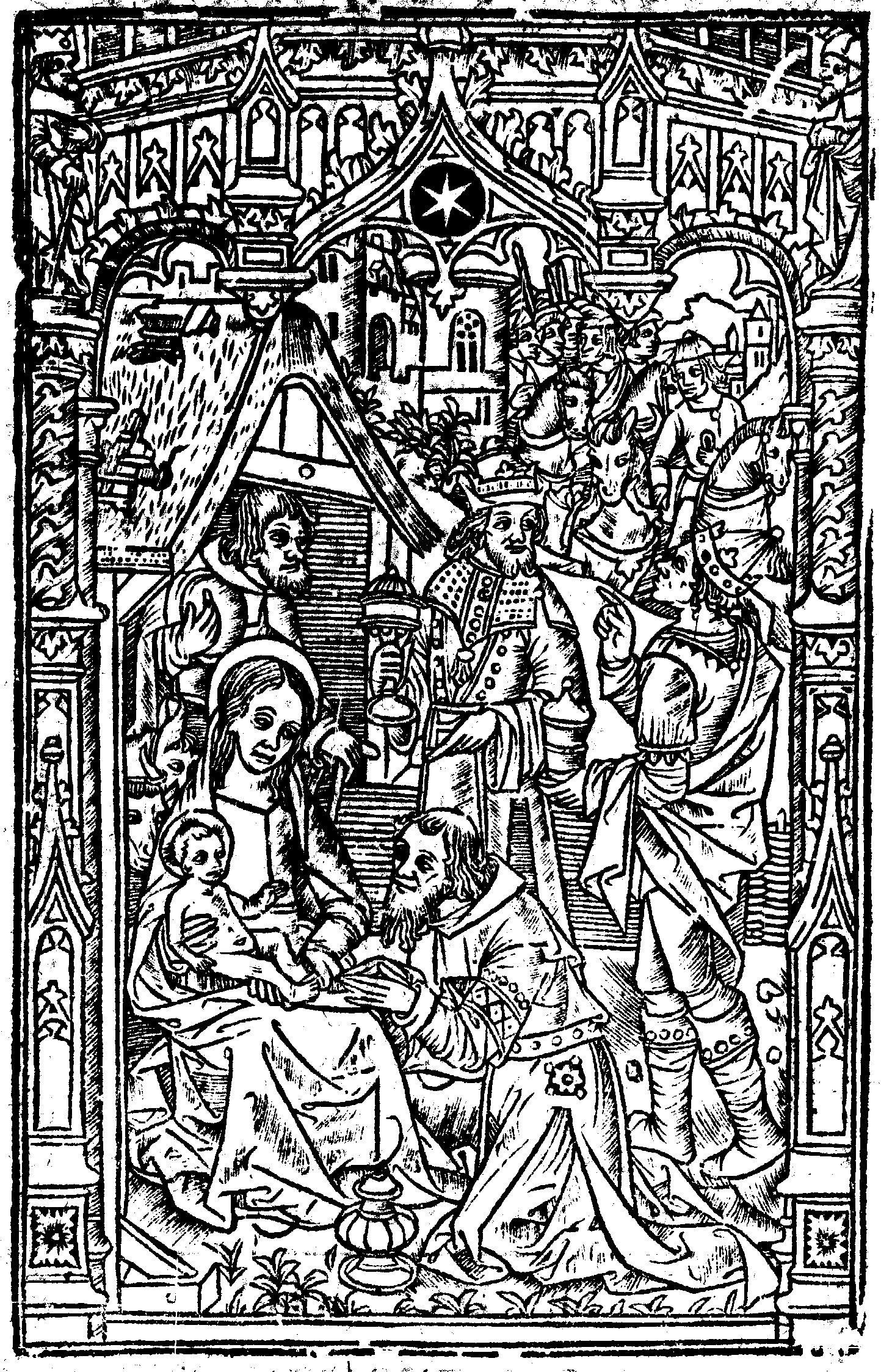
Première page de Noëls nouveaux et chant pastoral des bergers auvergnats composés en auvergnat (1653).

Après une littérature médiévale florissante, l'Auvergne reste à l'écart de la renaissance d'oc du XVIe siècle. Néanmoins, ce début de période voit l'émergence de la seconde grande phase linguistique de l'auvergnat, l'auvergnat moderne.
La littérature qui se développe à partir du XVIIe siècle est essentiellement urbaine, et religieuse : la mode des noëls est à son apogée, avec des auteurs comme François Pezant (seconde moitié du XVIe siècle) ou Natalis Cordat, dans le Velay,. Le Noël le plus connu est le nadau dous grands jorns (Noël des Grands Jours) du chanoine Laborieux ; il fait allusion à la justice d'exception qui fut mise en place à Clermont sous le règne de Louis XIV. D'autres thèmes sont néanmoins abordés, mais tous en vers: les vendanges (las vendenhas) de Laborieux l'Aîné, des pièces de théâtre en vers par Antoine Clet (Antoni Clet en occitan), du Puy (le Sermon manqué, Monsieur Lambert).
Au XVIIe siècle, certains de ces écrivains locaux, issus de la bourgeoisie, forment une confrérie nommée Lau companhou do tour, signifiant littéralement Les compagnons du robinet. De même que le fait François Pezant, Chaduc écrit des noëls dignes d’intérêt. Ceux des frères Pasturel, sont religieux et ceux des frères Laborieux sont satiriques. Ces derniers décrivent la vie du vigneron alors que les frères Pasturel écrivent des chansons et des poèmes lyriques. Ils transcrivent l'Énéide de Virgile en vers burlesques auvergnat. 
A la fin du XVIIe siècle, l'abbé Tailhandier, songeant à constituer une académie en langue d'oc, forme un recueil manuscrit comprenant des oeuvres des frères Laborieux, des frères Pasturel, de François Pesant, de François Perdrix, de Cosson, d’Alacis, du curé de Bourg, conservées dans un manuscrit conservé aujourd'hui sous le nom Thesaurus Linguae Limanicae, repris ensuite par Jean-Baptiste Bouillet dans son Album Auvergnat. 

Au XVIIIe siècle, l'abbé Caldaguès, chantre de l'église de Montferrand, entreprend un recueil de pièces choisies auvergnates à la demande de M. Tassin, pour le Comte de Maurepas, qui conduit en 1733 à la publication de poésies du poète du XVIIe siècle Joseph Pasturel. Le Cantalien François de Murat publie de nombreux poèmes et surtout des pièces de théâtre majoritairement en français mais où les bergers parlent et surtout chantent en auvergnat. Amable Faucon, originaire de Riom, illustre quant à lui les parlers du nord de la Limagne, et est une des principales figures du mouvement littéraire rococo en langue occitane. Jean-Baptiste-Claude Abraham (1768-1815) publie en 1799 La grando joyo do père Duchêne de parla un pitit à quo poreis bougreis de paysans soubre la chosa que liur faron diablomin plasai, une traduction du journal du Père Duchêne. 

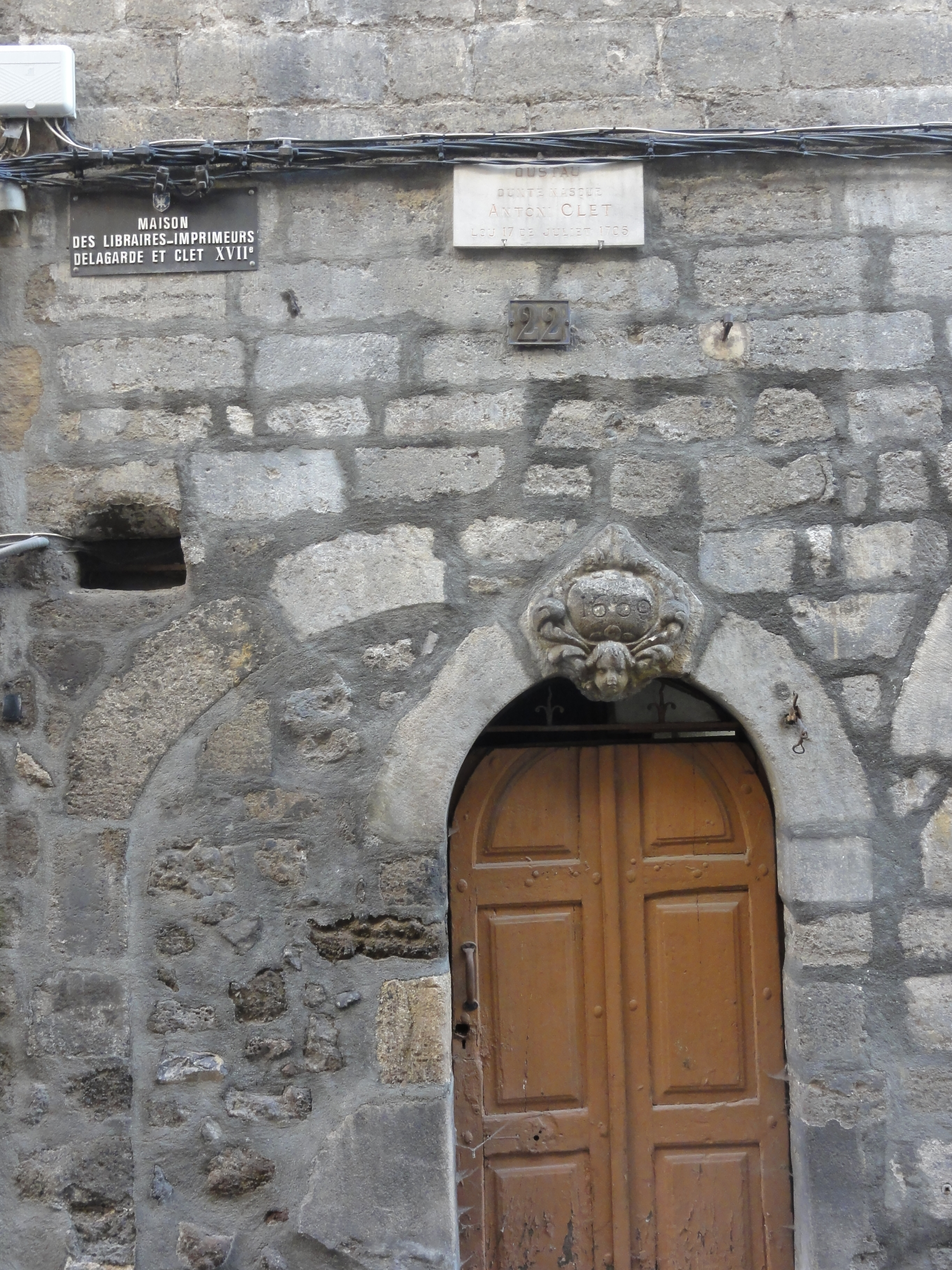
Maison et imprimerie de l'auteur ponot Antoine Clet (22 rue du Collège). La plaque indique: Oustau ounte nasqué Antoni Clet qui signifie Maison où naquit Antoine Clet).

Au début du XIXe siècle, les auteurs les plus connus sont Jean Roy (de Gelles), Charles Antoine Ravel (de Clermont) et Jacques Jarsaillon (d'Aubignat près d'Ambert) :
Roy, ancien juge de paix du canton de Rochefort, expert-géomètre, maire de Gelles, est un royaliste qui publie des pièces sur les débats d'idée de cette période troublée.
Ravel est connu pour sa Lètra d'un poëta d'Auvèrnha au poëta de la Gasconha, envoyée à Jasmin, dans laquelle il montre sa conscience d'appartenir à une culture plus large que l'Auvergne. La traduction de sa lettre (« lettre patoise d'un poète d'Auvergne à un poète patois de Gascogne ») reflète la situation diglossique de l'occitan au XIXe siècle. Bien de ces auteurs des XVIIIe et XIXe siècles vont servir de références et sources à Frédéric Mistral, qui va se servir de ces textes pour réunir les termes occitans auvergnats et les incorporer dans son dictionnaire Lo Tresaur dau Felibritge (1878-1886). 
Jarsaillon, bien que précédé par Antoine Clet, est un grand auteur de théâtre auvergnat. Prêtre à Chabreloche (Est du Puy-de-Dôme) il a écrit cinq pièces célèbres, dont la plus connue est La Claudina.
Parmi les autres auteurs on peut citer Alexandre Bigay (qui chante les couteliers de Thiers) ou Antoine Giband, originaire du Velay (L'ivronhassa, les habitants du Puy en guerre avec les habitants d'Espaly).
Le Félibrige arrive en Auvergne à la fin du XIXe siècle avec la création de l’Escolo Auvernhato. Cette école se fonde sur l'Auvergne géographique et inclut de nombreux auteurs écrivant en languedocien : Auguste Bancharel (1832-1889), Arsène Vermenouze, major du Félibrige, ainsi que le duc de La Salle de Rochemaure.

Pierre Biron dit Norib, originaire de Mauriac, est rémunéré pour des articles et des poèmes en auvergnat dans Le Courrier d'Auvergne.

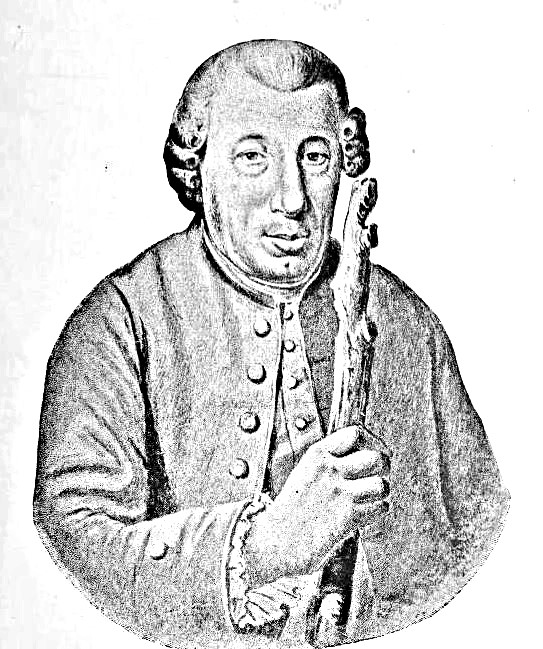
Amable Faucon, poète riomois du XVIIIe siècle.

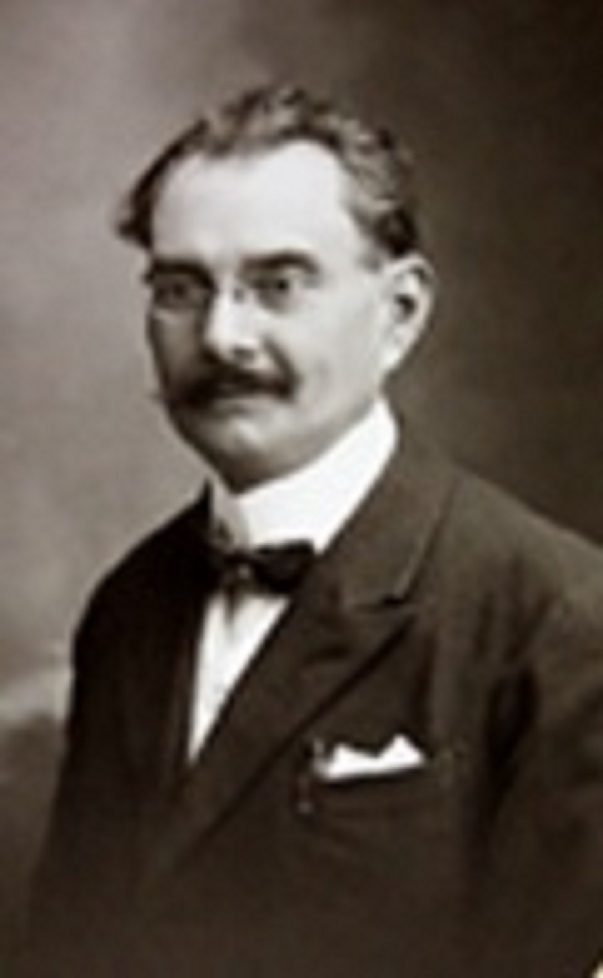
Benoît Vidal, auteur clermontois originaire des Combrailles.

 Autre auteur de Basse-Auvergne, Régis Michalias, écrit des nouvelles comme Margoutou ou Èrs d'un païsan. Après la Première Guerre mondiale, de nouveaux auteurs apparaissent comme Henri Gilbert (Chilhac, Haute-Loire). Benoît Vidal (Pontgibaud) utilise quant à lui une variante de la graphie classique.
Dans le Velay, Albert Boudon-Lashermes fut un écrivain important, auteur du recueil de poèmes Ouros de guerro, souvenirs de sa guerre de 14; mais il fait le choix d'écrire aussi en provençal. Paul-Louis Grenier, du Chambon-sur-Voueize, illustre les parlers de Combrailles avec la Chansó de Combralha (« Chanson de Combraille »), ou encore La Dama a l'unicorn (« La Dame à la licorne »). Les textes de ce dernier sont toujours repris notamment par l'écrivain Jan dau Melhau,.
Dans la même période, la littérature patoisante se poursuit, et de nombreuses publications utilisent l'orthographe française. Antoine Bertrand, de Brioude, publie en 1920 ses Countes del Brivadés.
La graphie classique de l'occitan fait sa réapparition au début du XXe siècle dans les écrits de Benoît Vidal.

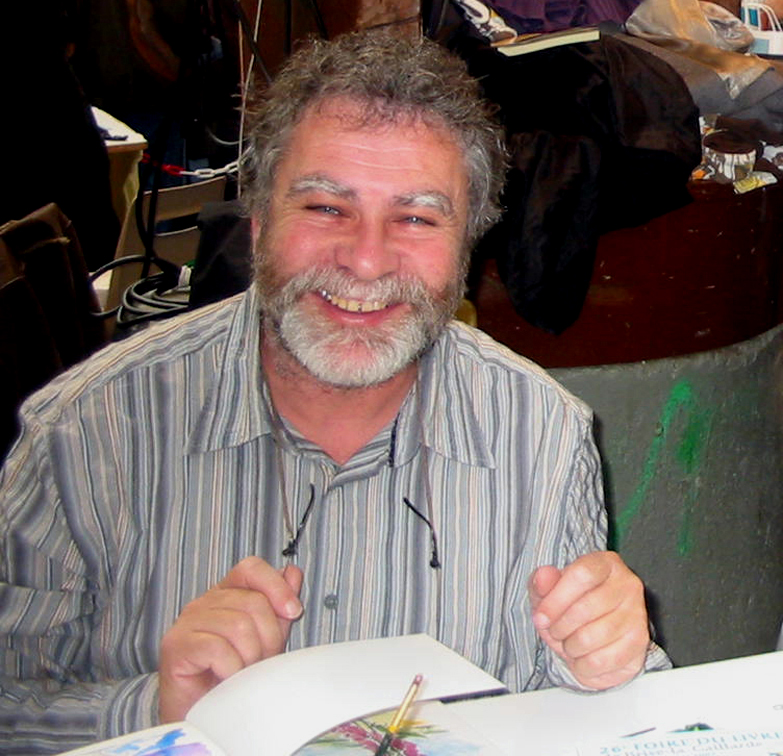
Daniel Brugès à la foire du Livre de Brive.

### Époque contemporaine
Benoît Vidal réintroduit donc la graphie classique en Auvergne dans les années 1930, après plusieurs siècles de francisation écrite de la langue.
Depuis de nombreux auteurs vont écrire en occitan auvergnat en utilisant majoritairement cette graphie. La graphie de Pierre Bonnaud quant à elle sera surtout utilisée par lui-même et les membres de son association.
Années 1970
J. Mallouet a quant à lui contribué à la fois dans la revue précédemment citée mais aussi dans Lo Convise ou encore La Cabreta tout en travaillant pour le principal quotidien auvergnat, La Montagne où il valorise la graphie classique de l'occitan depuis les années 1970.
Le courant majoritaire, en écriture classique de l'occitan quant à lui a longtemps été animé par Roger Teulat, un spécialiste en littérature de l’Université Blaise-Pascal de Clermont, et par l’association Piaron Pinha de Thiers, conduite par Étienne Coudert ainsi que l'Institut d'études occitanes. Teulat publie un temps les Quasèrns de linguistica occitana, une revue technique sur la linguistique et la codification de l'occitan, avec des articles importants sur le nord-occitan.
Étienne Coudert publie le trimestriel Parlem !, qui fusionne ensuite avec la revue de Haute-Auvergne Vai-i qu'as paur! Après une collecte importante de contes populaires (Cherchapaïs), la plupart des auteurs modernes sont présentés dans l'anthologie A fonts mescladas (Antoine Chapus, Étienne Coudert, Daniel Brugès, François Cognéras).
Début du XXIe siècle
Les publications les plus récentes sont l'œuvre de Jean Roux (nouvelles, roman, traduction de La Ferme des animaux de George Orwell et du Petit Nicolas), Josiane Guillot (nouvelles et romans avec par exemple son ouvrage Femnas dédié aux femmes oubliées), Daniel Brugès (contes et dictons), Roger Teulat (ex. anthologie des troubadours d'Auvergne).

### Anthologies
- A fònts mescladas : novèlas e cronicas d'Auvernha e sas marchas limosinas e de Velai d'una esquipa d'escrivèires dau païs. De los puèis e de las fonts". Aurillac: Institut d'Études Occitanes et Ostal del Libre. 1991. [couvre tous les dialectes parlés en Auvergne et dans ses marches].
- Pierre Bonnaud, Anthologie du théâtre auvergnat, Centre régional de documentation pédagogique de Clermont-Ferrand, Clermont-Ferrand 1981.
- Pierre Bonnaud, Textes populaires clermontois du XIXe siècle en auvergnat, Université Blaise-Pascal L.L.S.H., Centre d'études régionales ; diff. CTA, Clermont-Ferrand 1976.
- Noel Lafon, Écrits occitans cantalien : dix siècles d'écrit occitans XIe – XXe siècles, éditions Lo Convise, Aurillac 2008.
- Jean Roux, Huit siècles de littérature occitane en Auvergne et Velay. Morceaux choisis. Lyon : EMCC, 2015. [couvre tous les dialectes parlés dans l'ancienne région Auvergne].
- Jean-Baptiste Martin (dir.) Trésor des fables d'Auvergne-Rhône-Alpes en occitan, Université Catholique de Lyon / EMCC, Lyon, 2018  (ISBN 978-2-35740-531-8)
- Roger Teulat, Anthologie des troubadours du Cantal, éditions Ostal del Libre, Aurillac, 2005,  (ISBN 978-2951625822)
- Roger Teulat, Anthologie des troubadours de la Haute-Loire, éditions Ostal del Libre / Institut d'études occitanes, Aurillac, 2009.
- Roger Teulat, Anthologie des troubadours du Puy-de-Dôme, éditions Ostal del libre / Institut d'études occitanes, Aurillac 2011,  (ISBN 978-2-914662-16-1)

### Textes anciens
- Chanoine J.B.J. Tailhandier, Essai d’un discours à prononcer, 1730. Réédition avec préface et analyse de Pierre Bonnaud, Clermont-Ferrand, Auvernhà tarà d'Oc ;
- Abbé Caldaguès, Recueil de Poésies auvergnates, Clermont, 1733 ;
- Joseph Pasturel, Poésies auvergnates, Riom, 1733 ; réédition in Bïzà Neirà, 1987.
- François Pesant, Noëls, Clermont, 1739
- Jean-Baptiste-Claude Abraham, La grando joyo d'o père Duchène, Clermont, 1799, 4 p. (lire en ligne  [PDF])
- François de Murat : Le berger de l'Averne, Lou Ber e lou darreir (plus de 400 vers contre la Justice d'Ancien Régime), Dictionnaire du patois de la Haute-Auvergne
- Abbé Jean Labouderie, La Parabole de l'enfant prodigue, en patois auvergnat, Paris, 1825 ; Le libre de Ruth en auvergnat sur l'original hébreu Paris 181

### Littérature orale
- Albert Dauzat, Contribution à la littérature orale de la Basse-Auvergne, Étude divisée en 4 parties : contes et légendes, chansons et bourrées, noëls et prières, proverbes, dictons et formulettes. Airs notés, paroles en patois avec la traduction française, 1938, in-8°, 120 p.
- Cherchapaïs, Contes d'Auvernha e de Velai. Parlem! et Institut d'Études Occitanes, 1978.
- Jean-Baptiste Martin (linguiste) (frp), Trésor des fables d'Auvergne-Rhône-Alpes en occitan. Quand nos fabulistes rivalisent avec La Fontaine EMCC Lyon 2017.
- Jean Roux, A l'abrò de z-alaier. Contes facétieux et merveilleux du Val d'Allier. Langeac : Archives et mémoires du Jacquemart largeadois, 1983.

### Musiciens
- Cherchapais, un collectif organisé autour de la musique, chant et danse du Puy-de-Dôme, affilié à l'Institut d'Etudes Occitanes, publie en 1976 un disque de collectage ;
- L'Agence des Musiques des Territoires d’Auvergne travaille depuis 1985 à collecter et valoriser le patrimoine oral des espaces qui composent l’Auvergne, principalement par la musique[188] ;
- Ernest Bergez (1988-), dit Sourdure, développe des chansons en français et en occitan auvergnat[189]

### Poètes
- Pierre Biron « Norib » (1861-1941), La moustiara, Garba de pouemos, Noubèlo garbo de pouemos (nombreux poèmes éparpillés notamment dans le journal Le Courrier d'Auvergne) ;
- François de Murat (1766-1838) Le berger de l'Averne (avec dialogues, poèmes et chansons en auvergnat, Lou Ber e lou Darreir.
- Amable Faucon, La Henriade de Voltaire, mise en vers burlesques par Faucon, Riom ; 1798; Le Conte des deux perdrix par le même[190].
- Jean-Marie Gaston (1912-)[191], Vielhs moulets e bielhos cansous, Miounelo, Lo consou de Piorrounèl, Cur d'Oubernhat/
- Antoine Roy dit Gelles, Le Tirage, poème, Clermont, 1836; Le Maire compétent, par le même; Clermont, 1841 ;
- Charles Antoine Ravel, La Paisada, poeme eroïc.
- Alphonse Boncompain a publié des poèmes en parler « d'au-delà des bois », c'est-à-dire du canton d'Yssingeaux. Ses poèmes Lou Linhou et Lou Mezinc sont ses plus connus[192] ;
- Louis Chambonnet « Louis Cham », du même canton, un moine, moins prolifique que Boncompain a publié des poèmes dans la presse ;
- Le père Jean-Marie Pontvianne a peu écrit mais comme il a écrit Païs de Biaou, une adaptation du Bèt cèu de Pau béarnais, il reste connu par cette chanson ;
- Josí Guilhòt, Un jorn: poesias, 1977-1982, Thiers, 2010 (ISBN 978-2-9538335-0-8) ; Femnas : femnas dins lo silenci del temps, Ostal del libre, Aurillac, 2009.

### Prosateurs
- Benoît Vidal, La serva (1926), Un amor
- Mile Touènabrus (Émile Brun; 1905-2000), Cauques dous clapas e d'alentour (1978), L'Adiéusiat (1980), Puta de vida! (1987), Moundes, legisset me et creset me! (2000)
- Andrée Homette (1921-2008), nouvelles parues dans la revue Bïzà Neirà
- Henri Devedeux (1923-2004), nouvelles parues dans la revue Bïzà Neirà
- Étienne Coudert (1930-2015), nouvelles et récits parus dans la revue Parlem!
- Georges-Maurice Maury (1930-2016)
- Joan Ros (Jean Roux) (1950), Champeiradas (2005), Ciutats (2008)
- Josí Guilhòt (1954) [Josiane Guillot][193], Femnas: femnas dins lo silenci del temps (2009)
- Alan Broc (1955) Lou virovent (2010, réédité dès 2011) ainsi que de très nombreuses nouvelles comme "lei nouvèlos mièjo-negros" et auteur d'une "pichouno counjugasou de nalt-auvernhat" disponible à la bibliothèque du patrimoine à Clermont

#### Traductions
- Joan Ros [Jean Roux] (1950)[194]. George Orwell, La bòria delh bestial (La Ferme des animaux, 2014)[195], ou encore le Petit Nicolas en 2018.